# Рамонвиль-Сент-Ань
Рамонви́ль-Сент-Ань (фр. Ramonville-Saint-Agne, окс. Ramonvila e Sant Anha) — коммуна во Франции, находится в регионе Юг — Пиренеи. Департамент — Верхняя Гаронна. Входит в состав кантона Тулуза-9. Округ коммуны — Тулуза.
Код INSEE коммуны — 31446.

## География
Коммуна расположена приблизительно в 600 км к югу от Парижа, в 9 км к югу от Тулузы.
На северо-востоке коммуны проходит Южный канал.

## Климат
Климат умеренно-океанический. Зима мягкая и снежная, весна характеризуется сильными дождями и грозами, лето сухое и жаркое, осень солнечная. Преобладают сильные юго-восточные и северо-западные ветры.

## Население
Население коммуны на 2010 год составляло 11 994 человека.
| 1962 | 1968 | 1975 | 1982   | 1990   | 1999   | 2010   |
| ---- | ---- | ---- | ------ | ------ | ------ | ------ |
| 1251 | 2214 | 8699 | 10 561 | 11 834 | 11 647 | 11 994 |

## Администрация
| Период | Период | Фамилия       | Партия                  | Примечания |
| ------ | ------ | ------------- | ----------------------- | ---------- |
| 1977   | 1989   | Франсис Барус | Социалистическая партия |            |
| 1989   | 2008   | Пьер Коэн     | Социалистическая партия |            |
| 2008   | 2020   | Кристоф Любак | Социалистическая партия |            |

## Экономика
В 2010 году среди 8047 человек трудоспособного возраста (15—64 лет) 5721 были экономически активными, 2326 — неактивными (показатель активности — 71,1 %, в 1999 году было 68,2 %). Из 5721 активных жителей работали 5133 человека (2749 мужчин и 2384 женщины), безработных было 588 (294 мужчины и 294 женщины). Среди 2326 неактивных 1227 человек были учениками или студентами, 663 — пенсионерами, 436 были неактивными по другим причинам.

## Достопримечательности
- Замок Суль (XVII век)
- Замок Обюиссон, или замок Латекоэр (нач. XX века)
- Акведук Сент-Ань (XVIII век). Исторический памятник с 1998 года[4]
- Голубятня (XVI век). Исторический памятник с 1932 года[5]

## Города-побратимы
- Карбен (Германия)
- Суэра (Испания)

## Фотогалерея

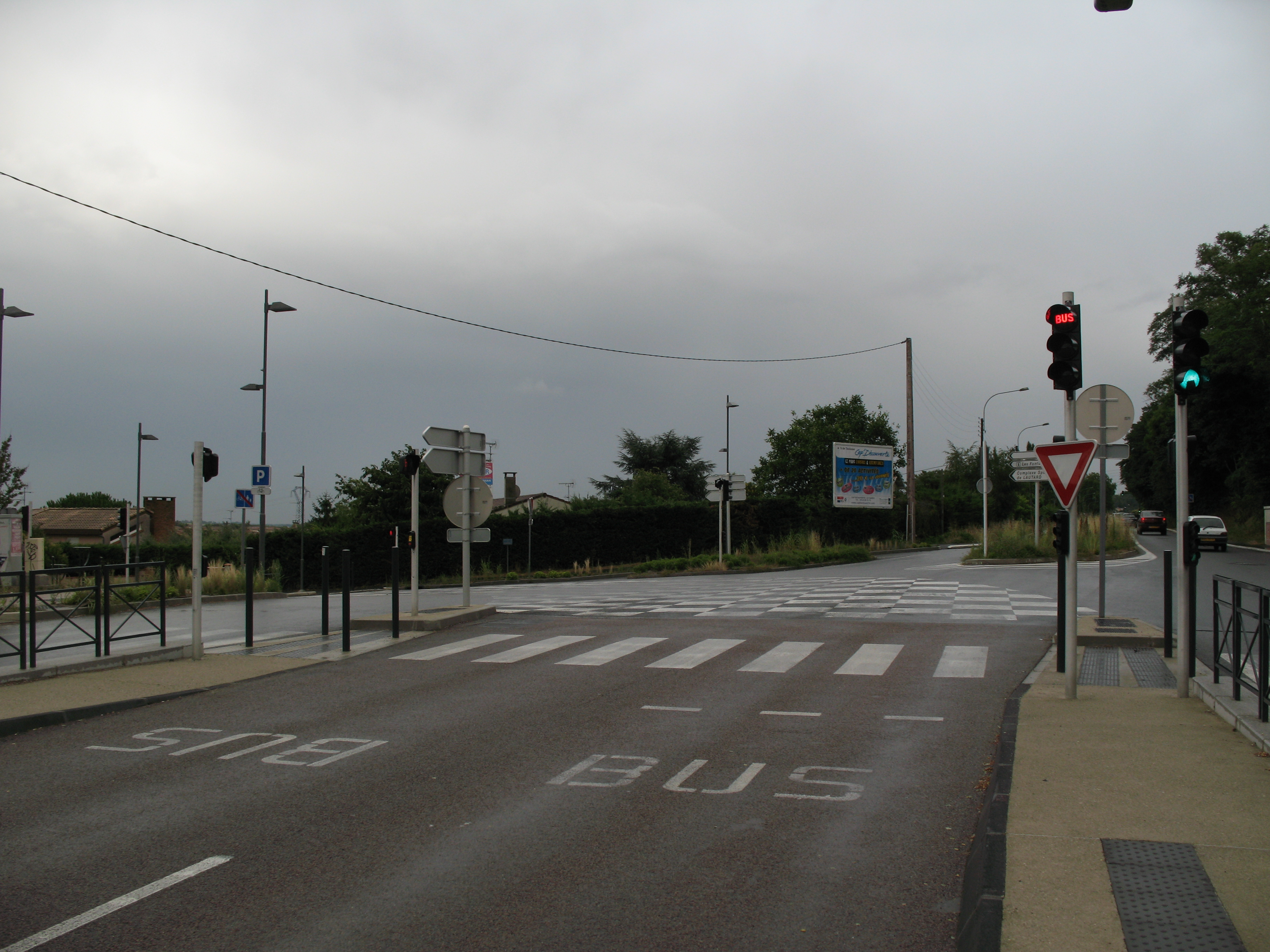
Рамонвиль-Сент-Ань
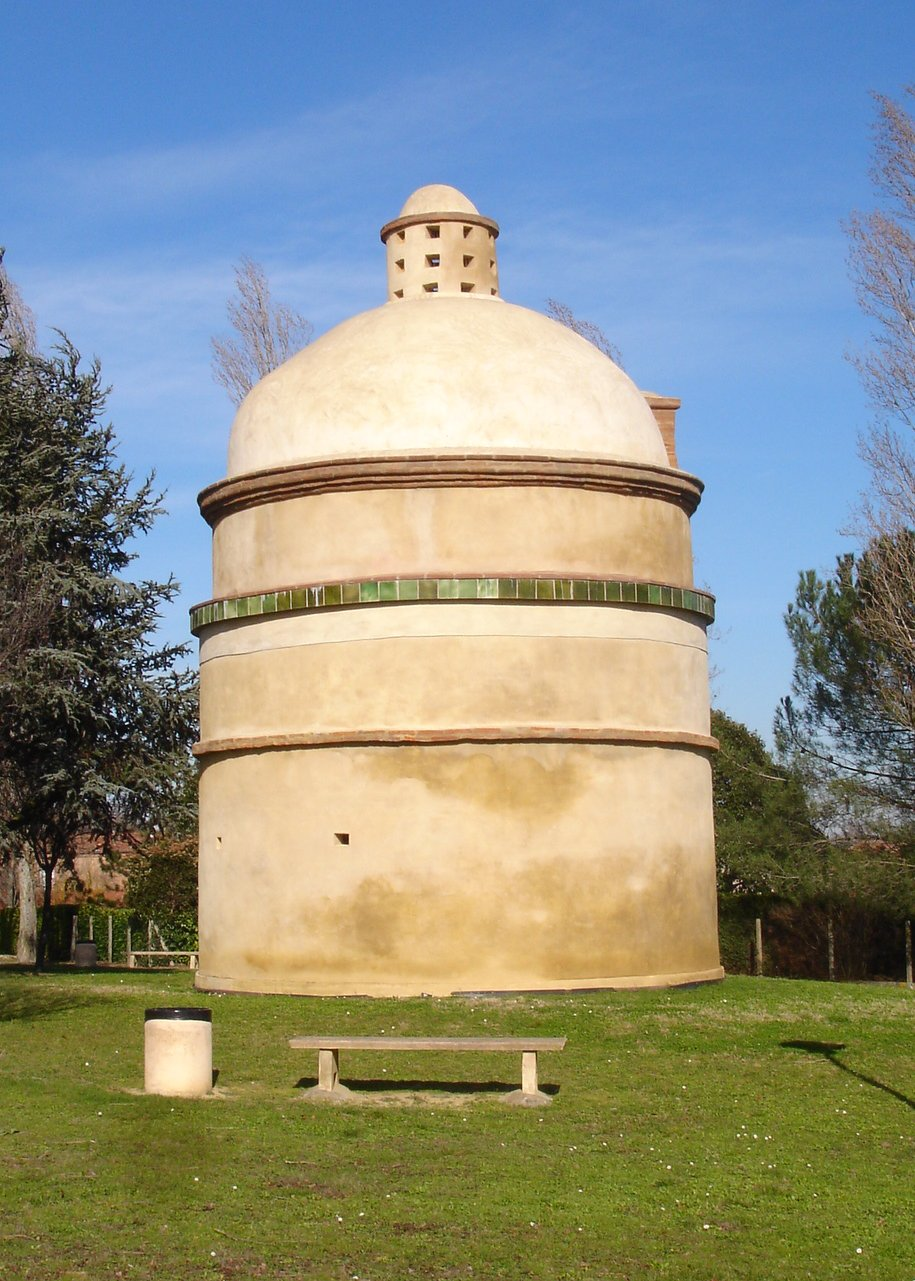
Голубятня
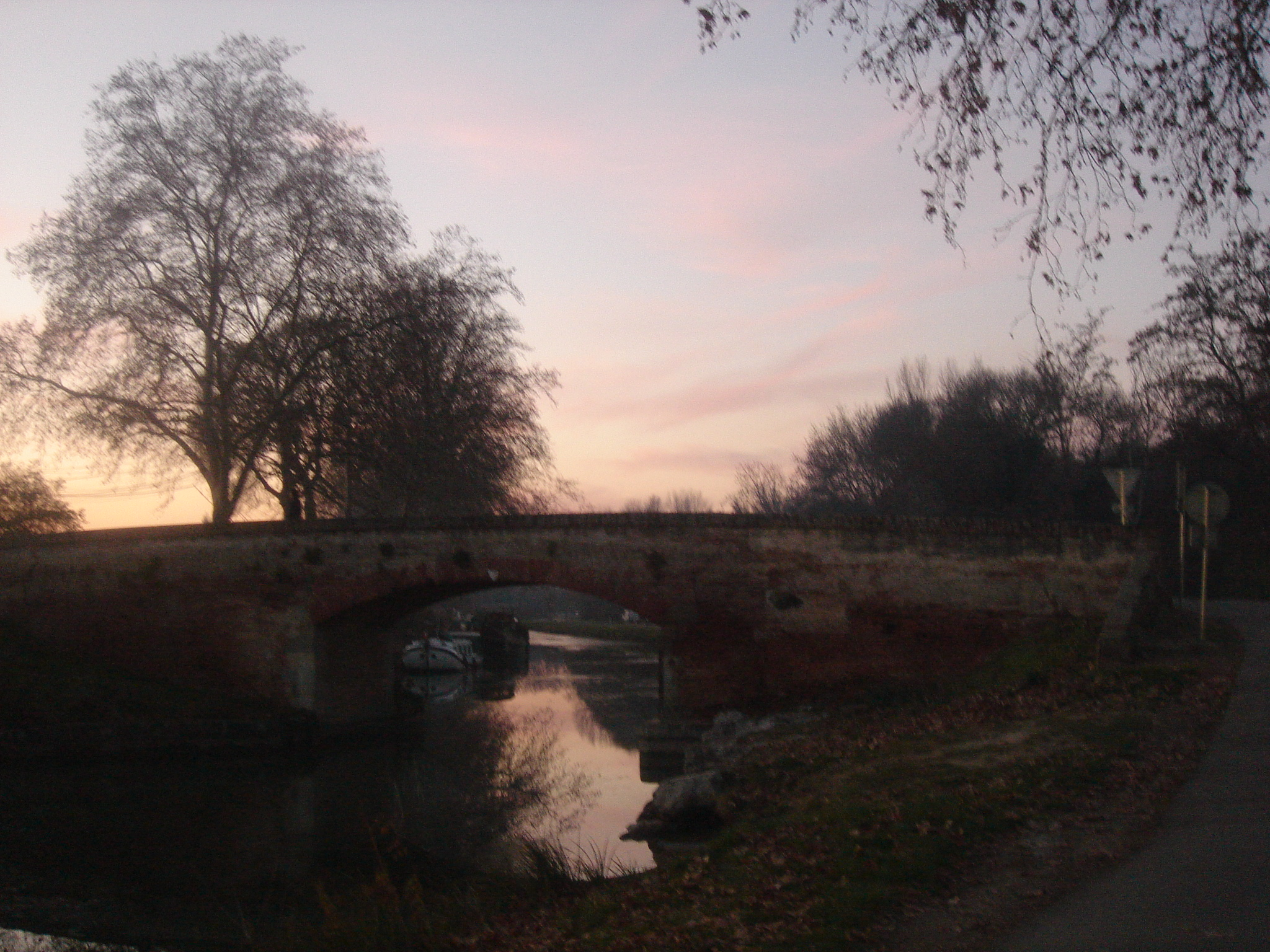
Мост через Южный канал
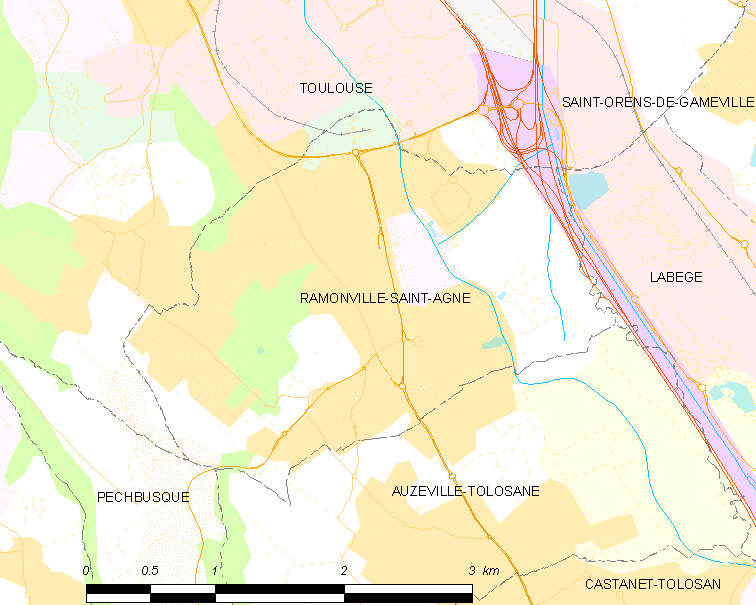
Карта коммуны